# Cattedrale di La Rochelle
La cattedrale di San Luigi (in francese: Cathédrale Saint-Louis de la Rochelle) è il principale luogo di culto cattolico di La Rochelle, nel dipartimento della Charente Marittima, in Francia. La chiesa è sede della diocesi di La Rochelle ed è monumento storico di Francia dal 1906.